# Alan Medina Silva
Alan Damián Medina Silva (Montevideo, 10 de abril de 1998) es un futbolista uruguayo que juega como extremo en Everton de la Primera División de Chile.

## Trayectoria
Medina comenzó a jugar al fútbol en Piedras Blancas, su barrio natal, se destacó en el club Potencia en categoría infantil, al comienzo jugaba como lateral izquierdo. Posteriormente continuó su formación juvenil en Liverpool Fútbol Club, se sumó al equipo en Séptima División, al año siguiente el entrenador Julio Loustau comenzó a utilizarlo como volante externo, finalmente cuando llegó a Tercera División lo hizo como enganche.
Debutó como profesional el 16 de septiembre de 2018 con 21 años, el técnico Paulo Pezzolano lo hizo ingresar al minuto 83 por Federico Martínez, utilizó el dorsal número 30 y empataron 0-0 ante Fénix en el Parque Capurro. Fue su única participación en el primer equipo en todo el año.
En 2019 tuvo más oportunidades y debutó a nivel internacional, fue titular contra Caracas Fútbol Club en la ida de la segunda ronda de la Copa Sudamericana y ganaron 1-0. En la revancha fueron derrotados 2-0 por lo que no pudieron avanzar más. Alternó con la reserva del club en varias oportunidades, de igual forma convirtió su primer gol como profesional en la fecha 8 del Torneo Clausura contra Cerro Largo, conjunto con el que empataron 1-1. Liverpool finalizó la temporada como campeón del Torneo Intermedio, tras vencer a River Plate en la final, esto significó el segundo título oficial en la historia del club.
A finales de julio de 2020 sufrió una serie de convulsiones que provocaron su internación y ausencia del fútbol durante unos meses, pero logró recuperarse a final del mismo año.
Tras 6 temporadas finalizó su paso por Liverpool Fútbol Club como el único jugador que estuvo presente en los 8 títulos que ganaron en el profesionalismo, jugó un total de 152 partidos, convirtió 27 goles y colaboró con 18 asistencias, también fue el capitán del equipo en algunas oportunidades.
El 20 de diciembre de 2023 trascendió que Club León ficharía al futbolista, pedido expresamente por quién sería el nuevo entrenador Jorge Bava, quién lo conocía de primera mano de su paso por Liverpool. Fue confirmado su fichaje por el club mexicano el 22 de diciembre.
En 2025 fue cedido a Everton de Viña del Mar, para que tenga más rodaje.

## Estadísticas
Actualizado al último partido citado el 23 de junio de 2025.
| Club                      | Div.          | Temporada     | Liga  | Liga  | Liga   | Copas nacionales | Copas nacionales | Copas nacionales | Copas internacionales | Copas internacionales | Copas internacionales | Total | Total | Total  |
| Club                      | Div.          | Temporada     | Part. | Goles | Asist. | Part.            | Goles            | Asist.           | Part.                 | Goles                 | Asist.                | Part. | Goles | Asist. |
| ------------------------- | ------------- | ------------- | ----- | ----- | ------ | ---------------- | ---------------- | ---------------- | --------------------- | --------------------- | --------------------- | ----- | ----- | ------ |
| Liverpool F. C. · Uruguay | 1.ª           | 2018          | 1     | 0     | 0      | —                | —                | —                | —                     | —                     | —                     | 1     | 0     | 0      |
| Liverpool F. C. · Uruguay | 1.ª           | 2019          | 15    | 1     | 0      | —                | —                | —                | 2                     | 0                     | 0                     | 17    | 1     | 0      |
| Liverpool F. C. · Uruguay | 1.ª           | 2020          | 20    | 5     | 3      | 1                | 1                | 0                | 2                     | 0                     | 0                     | 23    | 6     | 3      |
| Liverpool F. C. · Uruguay | 1.ª           | 2021          | 28    | 2     | 5      | —                | —                | —                | 1                     | 0                     | 0                     | 29    | 2     | 5      |
| Liverpool F. C. · Uruguay | 1.ª           | 2022          | 35    | 11    | 5      | 0                | 0                | 0                | 2                     | 0                     | 0                     | 37    | 11    | 5      |
| Liverpool F. C. · Uruguay | 1.ª           | 2023          | 38    | 7     | 4      | 1                | 0                | 0                | 6                     | 0                     | 1                     | 45    | 7     | 5      |
| Liverpool F. C. · Uruguay | Total club    | Total club    | 137   | 26    | 17     | 2                | 1                | 0                | 13                    | 0                     | 1                     | 152   | 27    | 18     |
| C. León · México          | 1.ª           | 2023-24       | 14    | 2     | 0      | -                | -                | -                | 2                     | 1                     | 0                     | 16    | 3     | 0      |
| C. León · México          | 1.ª           | 2024-25       | 4     | 0     | 0      | -                | -                | -                | -                     | -                     | -                     | 4     | 0     | 0      |
| C. León · México          | Total club    | Total club    | 18    | 2     | 0      | 0                | 0                | 0                | 2                     | 1                     | 0                     | 20    | 3     | 0      |
| C. A. Peñarol · Uruguay   | 1.ª           | 2024          | 10    | 2     | 3      | -                | -                | -                | 0                     | 0                     | 0                     | 10    | 2     | 3      |
| C. A. Peñarol · Uruguay   | Total club    | Total club    | 10    | 2     | 3      | 0                | 0                | 0                | 0                     | 0                     | 0                     | 10    | 2     | 3      |
| Everton · Chile           | 1.ª           | 2025          | 15    | 3     | 0      | 6                | 0                | 1                | 1                     | 0                     | 1                     | 22    | 3     | 2      |
| Everton · Chile           | Total club    | Total club    | 15    | 3     | 0      | 6                | 0                | 1                | 1                     | 0                     | 1                     | 22    | 3     | 2      |
| Total carrera             | Total carrera | Total carrera | 180   | 33    | 20     | 8                | 1                | 1                | 14                    | 0                     | 2                     | 202   | 34    | 23     |
| 1. 2.                     |               |               |       |       |        |                  |                  |                  |                       |                       |                       |       |       |        |

## Palmarés

### Títulos nacionales
| Título              | Club            | País    | Año  |
| ------------------- | --------------- | ------- | ---- |
| Torneo Intermedio   | Liverpool F. C. | Uruguay | 2019 |
| Supercopa Uruguaya  | Liverpool F. C. | Uruguay | 2020 |
| Torneo Clausura     | Liverpool F. C. | Uruguay | 2021 |
| Torneo Apertura     | Liverpool F. C. | Uruguay | 2022 |
| Supercopa Uruguaya  | Liverpool F. C. | Uruguay | 2023 |
| Torneo Intermedio   | Liverpool F. C. | Uruguay | 2023 |
| Torneo Clausura     | Liverpool F. C. | Uruguay | 2023 |
| Campeonato Uruguayo | Liverpool F. C. | Uruguay | 2023 |
| Torneo Clausura     | C. A. Peñarol   | Uruguay | 2024 |
| Campeonato Uruguayo | C. A. Peñarol   | Uruguay | 2024 |

### Distinciones individuales
| Distinción                                                | Año  |
| --------------------------------------------------------- | ---- |
| Premios AUF - Jugador destacado del mes (diciembre-enero) | 2021 |
| Premios AUF - Mejor jugador del mes (mayo)                | 2022 |
| Premios AUF - Equipo ideal del mes (mayo)                 | 2022 |
| Premios AUF - Equipo ideal del año - Suplente             | 2022 |
| Premios AUF - Equipo ideal del mes (febrero)              | 2023 |
| Premios AUF - Equipo ideal del mes (noviembre-diciembre)  | 2023 |
| Premios AUF - Equipo ideal del año (nominado)             | 2023 |
| Fútbolx100 – Equipo ideal del año                         | 2023 |